# Firmicus haywoodae
Firmicus haywoodae är en spindelart som beskrevs av Jean-François Jézéquel 1964. Firmicus haywoodae ingår i släktet Firmicus och familjen krabbspindlar.
Artens utbredningsområde är Elfenbenskusten. Inga underarter finns listade i Catalogue of Life.